# Isophya bivittata
Isophya bivittata är en insektsart som beskrevs av Boris Petrovich Uvarov 1921. Isophya bivittata ingår i släktet Isophya och familjen vårtbitare. Inga underarter finns listade i Catalogue of Life.